# 全国高等学校野球選手権大会 (滋賀県勢)
全国高等学校野球選手権大会における滋賀県勢の成績について記す。

## 大会結果
| 年度（大会）          | 代表校                                         | 試合結果                                       | 試合結果                                       | 成績                                           |
| --------------------- | ---------------------------------------------- | ---------------------------------------------- | ---------------------------------------------- | ---------------------------------------------- |
| 1953年（第35回大会）  | 八日市（京津・初出場）                         | 1回戦                                          | ● 1 - 4 金沢泉丘                               | 初戦敗退                                       |
| 1958年（第40回大会）  | 甲賀（初出場）                                 | 2回戦                                          | ● 0 - 5 銚子商                                 | 初戦敗退                                       |
| 1963年（第45回大会）  | 長浜北（初出場）                               | 1回戦                                          | ● 1 - 12 能代                                  | 初戦敗退                                       |
| 1967年（第49回大会）  | 守山（京滋・初出場）                           | 2回戦                                          | ● 1 - 3 富山商                                 | 初戦敗退                                       |
| 1968年（第50回大会）  | 伊香（初出場）                                 | 1回戦                                          | ● 0 - 4 静岡商                                 | 初戦敗退                                       |
| 1971年（第53回大会）  | 比叡山（京滋・初出場）                         | 1回戦                                          | ● 0 - 2 高岡商                                 | 初戦敗退                                       |
| 1972年（第54回大会）  | 膳所（京滋・初出場）                           | 1回戦                                          | ● 0 - 9 広陵                                   | 初戦敗退                                       |
| 1973年（第55回大会）  | 伊香（5年ぶり2回目）                           | 1回戦                                          | ● 1 - 11 中京商                                | 初戦敗退                                       |
| 1978年（第60回大会）  | 膳所（6年ぶり2回目）                           | 1回戦                                          | ● 0 - 18 桐生                                  | 初戦敗退                                       |
| 1979年（第61回大会）  | 比叡山（8年ぶり2回目）                         | 1回戦                                          | ○ 12 - 4 釧路工                                | ベスト8                                        |
| 1979年（第61回大会）  | 比叡山（8年ぶり2回目）                         | 2回戦                                          | ○ 4 - 3 相可                                   | ベスト8                                        |
| 1979年（第61回大会）  | 比叡山（8年ぶり2回目）                         | 3回戦                                          | ○ 6 - 1 前橋工                                 | ベスト8                                        |
| 1979年（第61回大会）  | 比叡山（8年ぶり2回目）                         | 準々決勝                                       | ● 0 - 10 浪商                                  | ベスト8                                        |
| 1980年（第62回大会）  | 瀬田工（初出場）                               | 2回戦                                          | ○ 9 - 7 明野                                   | ベスト4                                        |
| 1980年（第62回大会）  | 瀬田工（初出場）                               | 3回戦                                          | ○ 3 - 0 秋田商                                 | ベスト4                                        |
| 1980年（第62回大会）  | 瀬田工（初出場）                               | 準々決勝                                       | ○ 20 - 5 浜松商                                | ベスト4                                        |
| 1980年（第62回大会）  | 瀬田工（初出場）                               | 準決勝                                         | ● 0 - 8 早稲田実                               | ベスト4                                        |
| 1981年（第63回大会）  | 近江（初出場）                                 | 1回戦                                          | ○ 4 - 3 鶴商学園                               | 2回戦                                          |
| 1981年（第63回大会）  | 近江（初出場）                                 | 2回戦                                          | ● 0 - 2 和歌山工                               | 2回戦                                          |
| 1982年（第64回大会）  | 比叡山（3年ぶり3回目）                         | 2回戦                                          | ○ 3 - 0 足利工                                 | ベスト8                                        |
| 1982年（第64回大会）  | 比叡山（3年ぶり3回目）                         | 3回戦                                          | ○ 8 - 6 鹿児島商工                             | ベスト8                                        |
| 1982年（第64回大会）  | 比叡山（3年ぶり3回目）                         | 準々決勝                                       | ● 2 - 5 広島商                                 | ベスト8                                        |
| 1983年（第65回大会）  | 比叡山（2年連続4回目）                         | 2回戦                                          | ● 1 - 2 仙台商                                 | 初戦敗退                                       |
| 1984年（第66回大会）  | 長浜（初出場）                                 | 1回戦                                          | ○ 4 - 3 大船渡                                 | 2回戦                                          |
| 1984年（第66回大会）  | 長浜（初出場）                                 | 2回戦                                          | ● 4 - 7 都城                                   | 2回戦                                          |
| 1985年（第67回大会）  | 甲西（初出場）                                 | 2回戦                                          | ○ 7 - 5 県岐阜商                               | ベスト4                                        |
| 1985年（第67回大会）  | 甲西（初出場）                                 | 3回戦                                          | ○ 2x - 1 久留米商（延長11回）                  | ベスト4                                        |
| 1985年（第67回大会）  | 甲西（初出場）                                 | 準々決勝                                       | ○ 6x - 5 東北                                  | ベスト4                                        |
| 1985年（第67回大会）  | 甲西（初出場）                                 | 準決勝                                         | ● 2 - 15 PL学園                                | ベスト4                                        |
| 1986年（第68回大会）  | 甲西（2年連続2回目）                           | 1回戦                                          | ○ 7 - 0 三沢商                                 | 2回戦                                          |
| 1986年（第68回大会）  | 甲西（2年連続2回目）                           | 2回戦                                          | ● 2 - 10 明野                                  | 2回戦                                          |
| 1987年（第69回大会）  | 伊香（14年ぶり3回目）                          | 1回戦                                          | ● 1 - 11 中京                                  | 初戦敗退                                       |
| 1988年（第70回大会）  | 八幡商（初出場）                               | 1回戦                                          | ○ 6 - 0 本荘                                   | 2回戦                                          |
| 1988年（第70回大会）  | 八幡商（初出場）                               | 2回戦                                          | ● 4 - 6 宇部商                                 | 2回戦                                          |
| 1989年（第71回大会）  | 八幡商（2年連続2回目）                         | 2回戦                                          | ○ 6 - 2 川越商                                 | 3回戦                                          |
| 1989年（第71回大会）  | 八幡商（2年連続2回目）                         | 3回戦                                          | ● 1 - 15 上宮                                  | 3回戦                                          |
| 1990年（第72回大会）  | 八幡商（3年連続3回目）                         | 2回戦                                          | ○ 6x - 5 高田工                                | 3回戦                                          |
| 1990年（第72回大会）  | 八幡商（3年連続3回目）                         | 3回戦                                          | ● 2 - 5 沖縄水産                               | 3回戦                                          |
| 1991年（第73回大会）  | 八幡商（4年連続4回目）                         | 1回戦                                          | ○ 3 - 2 富山商                                 | 2回戦                                          |
| 1991年（第73回大会）  | 八幡商（4年連続4回目）                         | 2回戦                                          | ● 3 - 8 松商学園                               | 2回戦                                          |
| 1992年（第74回大会）  | 近江（11年ぶり2回目）                          | 1回戦                                          | ● 1 - 8 樹徳                                   | 初戦敗退                                       |
| 1993年（第75回大会）  | 近江兄弟社（初出場）                           | 2回戦                                          | ● 0 - 12 春日部共栄                            | 初戦敗退                                       |
| 1994年（第76回大会）  | 近江（2年ぶり3回目）                           | 1回戦                                          | ○ 5 - 4 志学館                                 | 2回戦                                          |
| 1994年（第76回大会）  | 近江（2年ぶり3回目）                           | 2回戦                                          | ● 4 - 14 柳ヶ浦                                | 2回戦                                          |
| 1995年（第77回大会）  | 比叡山（12年ぶり5回目）                        | 1回戦                                          | ● 1 - 4 日大藤沢                               | 初戦敗退                                       |
| 1996年（第78回大会）  | 近江（2年ぶり4回目）                           | 1回戦                                          | ● 1 - 6 早稲田実                               | 初戦敗退                                       |
| 1997年（第79回大会）  | 比叡山（2年ぶり6回目）                         | 1回戦                                          | ● 2 - 5 春日部共栄                             | 初戦敗退                                       |
| 1998年（第80回大会）  | 近江（2年ぶり5回目）                           | 2回戦                                          | ● 3 - 10 常総学院                              | 初戦敗退                                       |
| 1999年（第81回大会）  | 比叡山（2年ぶり7回目）                         | 1回戦                                          | ● 0 - 2 桐生第一                               | 初戦敗退                                       |
| 2000年（第82回大会）  | 八幡商（9年ぶり5回目）                         | 1回戦                                          | ● 1 - 2 浦和学院                               | 初戦敗退                                       |
| 2001年（第83回大会）  | 近江（3年ぶり6回目）                           | 2回戦                                          | ○ 4 - 1 盛岡大付                               | 準優勝                                         |
| 2001年（第83回大会）  | 近江（3年ぶり6回目）                           | 3回戦                                          | ○ 11 - 1 塚原青雲                              | 準優勝                                         |
| 2001年（第83回大会）  | 近江（3年ぶり6回目）                           | 準々決勝                                       | ○ 8 - 6 光星学院                               | 準優勝                                         |
| 2001年（第83回大会）  | 近江（3年ぶり6回目）                           | 準決勝                                         | ○ 5 - 4 松山商                                 | 準優勝                                         |
| 2001年（第83回大会）  | 近江（3年ぶり6回目）                           | 決勝                                           | ● 2 - 5 日大三                                 | 準優勝                                         |
| 2002年（第84回大会）  | 光泉（初出場）                                 | 2回戦                                          | ● 0 - 5 帝京                                   | 初戦敗退                                       |
| 2003年（第85回大会）  | 近江（2年ぶり7回目）                           | 1回戦                                          | ○ 9 - 5 宇治山田商                             | 2回戦                                          |
| 2003年（第85回大会）  | 近江（2年ぶり7回目）                           | 2回戦                                          | ● 1 - 3 東北                                   | 2回戦                                          |
| 2004年（第86回大会）  | 北大津（初出場）                               | 1回戦                                          | ● 0 - 13 東北                                  | 初戦敗退                                       |
| 2005年（第87回大会）  | 近江（2年ぶり8回目）                           | 1回戦                                          | ● 8 - 9 桐光学園                               | 初戦敗退                                       |
| 2006年（第88回大会）  | 八幡商（6年ぶり6回目）                         | 1回戦                                          | ● 2 - 8 静岡商                                 | 初戦敗退                                       |
| 2007年（第89回大会）  | 近江（2年ぶり9回目）                           | 1回戦                                          | ○ 9 - 3 松商学園                               | 2回戦                                          |
| 2007年（第89回大会）  | 近江（2年ぶり9回目）                           | 2回戦                                          | ● 0 - 1 今治西                                 | 2回戦                                          |
| 2008年（第90回大会）  | 近江（2年連続10回目）                          | 1回戦                                          | ● 4 - 5 智弁学園                               | 初戦敗退                                       |
| 2009年（第91回大会）  | 滋賀学園（初出場）                             | 1回戦                                          | ● 0 - 2 智弁和歌山                             | 初戦敗退                                       |
| 2010年（第92回大会）  | 北大津（6年ぶり2回目）                         | 1回戦                                          | ○ 11 - 4 常葉橘                                | 3回戦                                          |
| 2010年（第92回大会）  | 北大津（6年ぶり2回目）                         | 2回戦                                          | ○ 9 - 3 前橋商                                 | 3回戦                                          |
| 2010年（第92回大会）  | 北大津（6年ぶり2回目）                         | 3回戦                                          | ● 5 - 6 成田                                   | 3回戦                                          |
| 2011年（第93回大会）  | 八幡商（5年ぶり7回目）                         | 1回戦                                          | ○ 8 - 1 山梨学院大付                           | 3回戦                                          |
| 2011年（第93回大会）  | 八幡商（5年ぶり7回目）                         | 2回戦                                          | ○ 5 - 3 帝京                                   | 3回戦                                          |
| 2011年（第93回大会）  | 八幡商（5年ぶり7回目）                         | 3回戦                                          | ● 3 - 6 作新学院                               | 3回戦                                          |
| 2012年（第94回大会）  | 北大津（2年ぶり3回目）                         | 1回戦                                          | ● 4 - 5 滝川二                                 | 初戦敗退                                       |
| 2013年（第95回大会）  | 彦根東（初出場）                               | 2回戦                                          | ● 5 - 9 花巻東                                 | 初戦敗退                                       |
| 2014年（第96回大会）  | 近江（6年ぶり11回目）                          | 2回戦                                          | ○ 8 - 0 鳴門                                   | 3回戦                                          |
| 2014年（第96回大会）  | 近江（6年ぶり11回目）                          | 3回戦                                          | ● 1 - 2x 聖光学院                              | 3回戦                                          |
| 2015年（第97回大会）  | 比叡山（16年ぶり8回目）                        | 1回戦                                          | ● 3 - 7 大阪偕星（延長10回）                   | 初戦敗退                                       |
| 2016年（第98回大会）  | 近江（2年ぶり12回目）                          | 1回戦                                          | ● 0 - 11 常総学院                              | 初戦敗退                                       |
| 2017年（第99回大会）  | 彦根東（4年ぶり2回目）                         | 1回戦                                          | ○ 6x - 5 波佐見                                | 2回戦                                          |
| 2017年（第99回大会）  | 彦根東（4年ぶり2回目）                         | 2回戦                                          | ● 2 - 6 青森山田                               | 2回戦                                          |
| 2018年（第100回大会） | 近江（2年ぶり13回目）                          | 1回戦                                          | ○ 7 - 3 智弁和歌山                             | ベスト8                                        |
| 2018年（第100回大会） | 近江（2年ぶり13回目）                          | 2回戦                                          | ○ 4x - 3 前橋育英                              | ベスト8                                        |
| 2018年（第100回大会） | 近江（2年ぶり13回目）                          | 3回戦                                          | ○ 9 - 4 常葉大菊川                             | ベスト8                                        |
| 2018年（第100回大会） | 近江（2年ぶり13回目）                          | 準々決勝                                       | ● 2 - 3x 金足農                                | ベスト8                                        |
| 2019年（第101回大会） | 近江（2年連続14回目）                          | 2回戦                                          | ● 1 - 6 東海大相模                             | 初戦敗退                                       |
| 2020年（第102回大会） | （新型コロナウイルス感染症流行による大会中止） | （新型コロナウイルス感染症流行による大会中止） | （新型コロナウイルス感染症流行による大会中止） | （新型コロナウイルス感染症流行による大会中止） |
| 2021年（第103回大会） | 近江（3大会連続15回目）                        | 1回戦                                          | ○ 8 - 2 日大東北                               | ベスト4                                        |
| 2021年（第103回大会） | 近江（3大会連続15回目）                        | 2回戦                                          | ○ 6 - 4 大阪桐蔭                               | ベスト4                                        |
| 2021年（第103回大会） | 近江（3大会連続15回目）                        | 3回戦                                          | ○ 7 - 4 盛岡大付                               | ベスト4                                        |
| 2021年（第103回大会） | 近江（3大会連続15回目）                        | 準々決勝                                       | ○ 7x - 6 神戸国際大付                          | ベスト4                                        |
| 2021年（第103回大会） | 近江（3大会連続15回目）                        | 準決勝                                         | ● 1 - 5 智弁和歌山                             | ベスト4                                        |
| 2022年（第104回大会） | 近江（4大会連続16回目）                        | 1回戦                                          | ○ 8 - 2 鳴門                                   | ベスト4                                        |
| 2022年（第104回大会） | 近江（4大会連続16回目）                        | 2回戦                                          | ○ 8 - 3 鶴岡東                                 | ベスト4                                        |
| 2022年（第104回大会） | 近江（4大会連続16回目）                        | 3回戦                                          | ○ 7 - 1 海星                                   | ベスト4                                        |
| 2022年（第104回大会） | 近江（4大会連続16回目）                        | 準々決勝                                       | ○ 7 - 6 高松商                                 | ベスト4                                        |
| 2022年（第104回大会） | 近江（4大会連続16回目）                        | 準決勝                                         | ● 2 - 8 下関国際                               | ベスト4                                        |
| 2023年（第105回大会） | 近江（5大会連続17回目）                        | 1回戦                                          | ● 2 - 7 大垣日大                               | 初戦敗退                                       |
| 2024年（第106回大会） | 滋賀学園（15年ぶり2回目）                      | 1回戦                                          | ○ 10 - 6 有田工                                | ベスト8                                        |
| 2024年（第106回大会） | 滋賀学園（15年ぶり2回目）                      | 2回戦                                          | ○ 5 - 0 花巻東                                 | ベスト8                                        |
| 2024年（第106回大会） | 滋賀学園（15年ぶり2回目）                      | 3回戦                                          | ○ 6 - 2 霞ヶ浦                                 | ベスト8                                        |
| 2024年（第106回大会） | 滋賀学園（15年ぶり2回目）                      | 準々決勝                                       | ● 0 - 1 青森山田                               | ベスト8                                        |
| 2025年（第107回大会） | 綾羽（初出場）                                 | 1回戦                                          | ○ 6 - 4 高知中央（延長10回TB）                 | 2回戦                                          |
| 2025年（第107回大会） | 綾羽（初出場）                                 | 2回戦                                          | ● 1 - 5 横浜                                   | 2回戦                                          |

## 通算成績
| 出場 | 試合 | 勝利 | 敗戦 | 引分 | 勝率 | 優勝 | 準優勝 | ベスト4 | ベスト8 |
| ---- | ---- | ---- | ---- | ---- | ---- | ---- | ------ | ------- | ------- |
| 55   | 101  | 46   | 55   | 0    | .455 | 0    | 1      | 4       | 4       |

## 学校別成績
| 校名           | 出場 | 直近出場 | 勝敗     | 最高成績 | 前身校 |
| -------------- | ---- | -------- | -------- | -------- | ------ |
| 近江           | 17回 | 2023年   | 20勝17敗 | 準優勝   |        |
| 比叡山         | 8回  | 2015年   | 5勝8敗   | ベスト8  |        |
| 八幡商         | 7回  | 2011年   | 6勝7敗   | 3回戦    |        |
| 北大津         | 3回  | 2012年   | 2勝3敗   | 3回戦    |        |
| 伊香           | 3回  | 1987年   | 0勝3敗   | 初戦敗退 |        |
| 甲西           | 2回  | 1986年   | 4勝2敗   | ベスト4  |        |
| 滋賀学園       | 2回  | 2024年   | 3勝2敗   | ベスト8  |        |
| 彦根東         | 2回  | 2017年   | 1勝2敗   | 2回戦    |        |
| 膳所           | 2回  | 1978年   | 0勝2敗   | 初戦敗退 |        |
| 瀬田工         | 1回  | 1980年   | 3勝1敗   | ベスト4  |        |
| 長浜           | 1回  | 1984年   | 1勝1敗   | 2回戦    |        |
| 綾羽           | 1回  | 2025年   | 1勝1敗   | 2回戦    |        |
| 八日市         | 1回  | 1953年   | 0勝1敗   | 初戦敗退 |        |
| 水口           | 1回  | 1958年   | 0勝1敗   | 初戦敗退 | 甲賀   |
| 長浜北         | 1回  | 1963年   | 0勝1敗   | 初戦敗退 |        |
| 守山           | 1回  | 1967年   | 0勝1敗   | 初戦敗退 |        |
| 近江兄弟社     | 1回  | 1993年   | 0勝1敗   | 初戦敗退 |        |
| 光泉カトリック | 1回  | 2002年   | 0勝1敗   | 初戦敗退 | 光泉   |